# ناحیه کانوی، میشیگان
ناحیه کانوی (به انگلیسی: Conway Township) یک منطقهٔ مسکونی در ایالات متحده آمریکا است که در شهرستان لیوینگستون، میشیگان واقع شده‌است.
 ناحیه کانوی ۹۷٫۹ کیلومتر مربع مساحت و ۳٬۵۴۶ نفر جمعیت دارد و ۲۷۴ متر بالاتر از سطح دریا واقع شده‌است.